# シークレット・ライフ
シークレット・ライフ(Journey through the Secret Life of Plants)は、1979年に発表されたスティーヴィー・ワンダーのサウンドトラック。

## 収録曲

### Disc 1
1. 大地の創造物 - Earth's Creation
2. 初めての庭園 - The First Garden
3. インドへの旅 - Voyage to India
4. 果てしなき道程 - Same Old Story
5. 食虫花と虫 - Venus' Flytrap and the Bug
6. 愛の園 - Ai No, Sono
7. 四季 - Seasons
8. パワー・フラワー - Power Flower
9. 愛を贈れば（インストゥルメンタル） - Send One Your Love (music)
10. 生あるものの願い - Race Babbling

### Disc 2
1. 愛を贈れば - Send One Your Love
2. 窓の外は愛の世界 - Outside My Window
3. 黒の蘭 - Black Orchid
4. ソロモンの言葉 - Ecclesiastes
5. ひとつぶの種子 - Kesse Ye Lolo De Ye
6. 花の精 - Come Back as a Flower
7. ひとつぶの種子～大いなる樹 - A Seed's a Star/Tree Medley
8. シークレット・ライフ - The Secret Life of Plants
9. 大いなる樹 - Tree
10. フィナーレ - Finale

## エピソード
- Walon Greenのドキュメンタリー映画「The Secret Life Of Plants」のサウンド・トラックとして製作された。映画は完成されたが一般公開されなかった。
- 映画のラストシーンにスティービー本人が出演し、森や野原を歩きながら「The Secret Life Of Plants」を歌っている。
- 前作の「キー・オブ・ライフ」で多用されたヤマハのシンセサイザーヤマハ・GX-1が全編にわたって使用されている。
- 「Come Back As A Flower」では前妻のシリータ・ライトがメインボーカルを取っている。
- 「愛の園 Ai No, Sono」のバックコーラスに児童合唱団が参加しているパートがあり、その中の一人として当時米国在住の小学生だった西田ひかるがクレジットされている。
- 1979年発表でありながら、1976年に発売された音楽業界では最初の商業用PCM音源であるComputer Music Melodianが全面的に使用されている。この機材は最初の商業用サンプラーでもある。ミニコンピュータのPDP-8を応用したソフトウェア音源であり、発売当時としては、かなりの力技で実現していた。この当時のPCM音源は非常に大掛かりかつ高価格となり、処理速度が低いためにサンプリングの音質も悪くならざるを得ず、世界的普及には1988年のKorg M1の発売を待たなければならなかった。どの楽曲でもPCM音源の音が聴かれるようになったのは1990年代からである。従って、機材面でも非常に先駆的な試みが行われていると言える。
- このアルバムのオリジナル・マスターは元々2チャンネルのデジタルマスターで、その際のデジタル録再機には、ソニーが1978年3月に初めて市販した16ビットPCMプロセッサー PCM-1600[注 1]と、そこから生成されたデジタル信号を映像化して記録するUマチックVTR BVU-200を組み合わせたシステムが使われ、編集には、ソニーの世界初のデジタル電子編集機であるDAE-1000が使用された[1]。スティーヴィーはこのPCM-1600が登場し始めた頃から、ジャズ・ピアニストのハービー・ハンコックと並んでデジタルの音に惚れ込んでおり[2]、自宅のスタジオにPCM-1600＋BVU-200の組み合わせによるデジタル録音機材を導入、このアルバムの制作にて初めて使用した。尚、このアルバムのハイレゾ配信は、このデジタルマスターからそのフォーマット上カットされた20kHz以上の超高域の音を再生成するソフトを使って補正された音源が使われている。

## カヴァー
- 西城秀樹が「愛の園」をカヴァーした。詳細は「愛の園 (AI NO SONO)」参照。